# Dannebrog (1850)
 For alternative betydninger, se Dannebrog (flertydig). (Se også artikler, som begynder med Dannebrog)
Linjeskibet Dannebrog var den danske marines sidste linjeskib, og efter ni års tjeneste (1853-1862) kom det i dok på Orlogsværftet for at blive ombygget til panserskib. Perioden var præget af store ændringer i udformningen af krigsskibe. Siden 1860 havde man i Danmark diskuteret bygningen af panserskibe efter engelsk og fransk forbillede, og da efterretningerne om Slaget ved Hampton Roads i marts 1862 nåede frem, kom der mere fart i planerne. Panserskibets overlegenhed var bevist, og i løbet af april-maj blev der taget beslutning i Rigsdagen om at købe et panserskib af monitor-typen, samt at ombygge Dannebrog og fregatten Peder Skram til panserskibe. I juli 1862 kom Dannebrog i dok på Orlogsværftet. Det øverst dæk blev fjernet, og der blev installeret maskineri og monteret panserplader langs hele skibssiden. Dannebrog var klar i marts 1864, to måneder efter at krigen mod Tyskland og Østrig var brudt ud. Otto Fredrik Suenson var skibets konstruktør.

## Tjeneste
Dannebrog blev efter ombygningen sendt til eskadren i den østlige del af Østersøen. Efter slaget ved Helgoland havde marinen en formodning om, at Østrig ville sende nogle af sine panserskibe til danske farvande, og Dannebrog blev i juli-august sendt til Kattegat sammen med fregatten Niels Juel for at patruljere. Dannebrog blev i denne periode betegnet som "pansret korvet", en lidt misvisende titel til et af marinens kraftigste skibe. I 1865 blev betegnelsen ændret til panserfregat. Dannebrog blev udrustet igen i 1870, hvor den indgik i sommereskadren. Skibet udgik af marinen i 1875, og fik både panser, maskineri og artilleriet fjernet. Panseret gik nu ikke til spilde, for en del af det blev anvendt i Københavns befæstning. Dannebrog var herefter kaserneskib til 1894, så blev det anvendt som flydende skydeskive, og til sidst ophugget i 1897-98.
Dannebrogs kanoner blev i 1881 - 1882 omstøbt til en statue af Niels Ebbesen, som ses på Rådhustorvet i Randers.